# Wahlenbergia ramosa
Wahlenbergia ramosa là loài thực vật có hoa trong họ Hoa chuông. Loài này được G.Simpson miêu tả khoa học đầu tiên năm 1945.